# Monterozzi-Nekropole

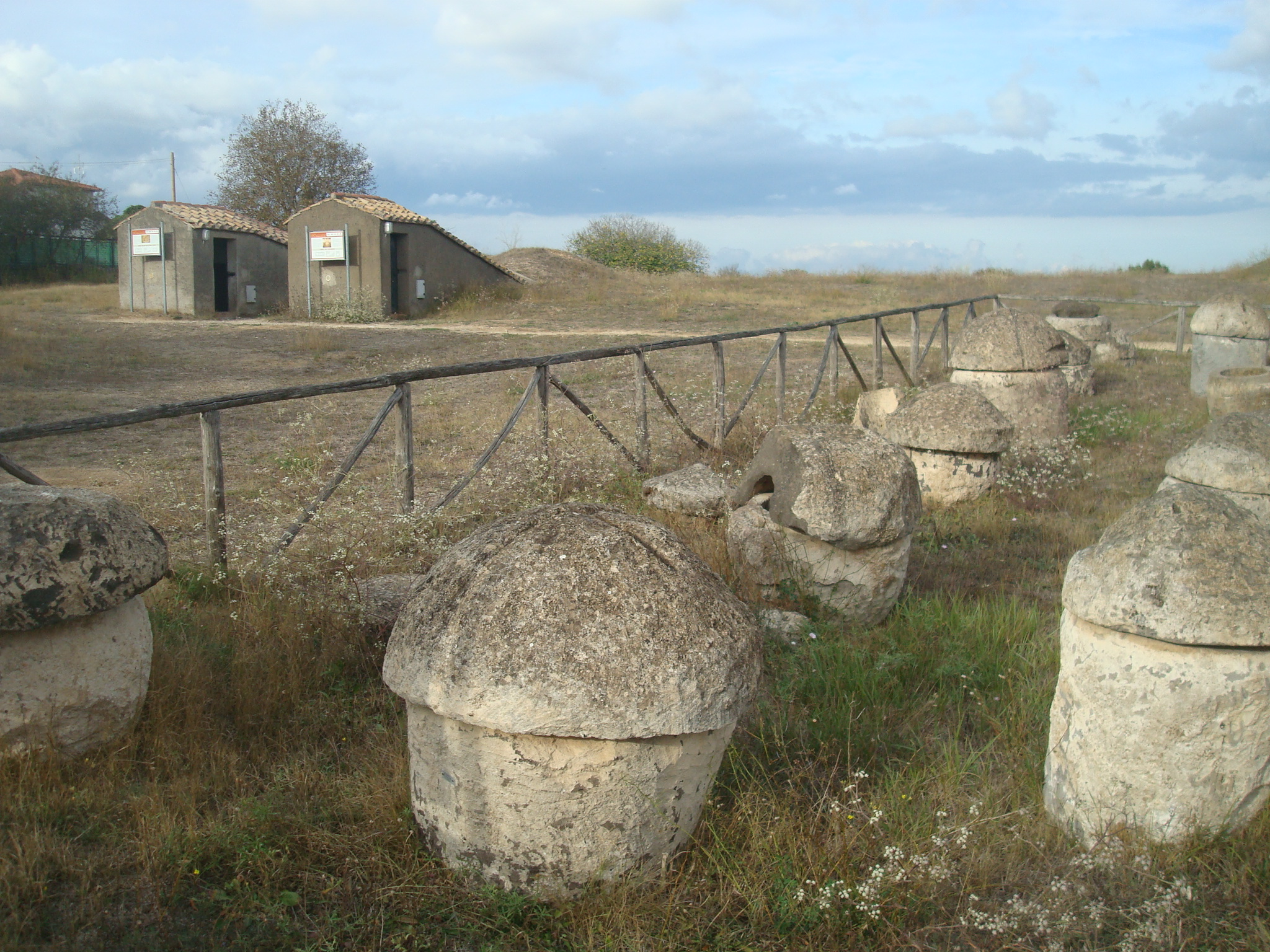
Die Nekropole heute

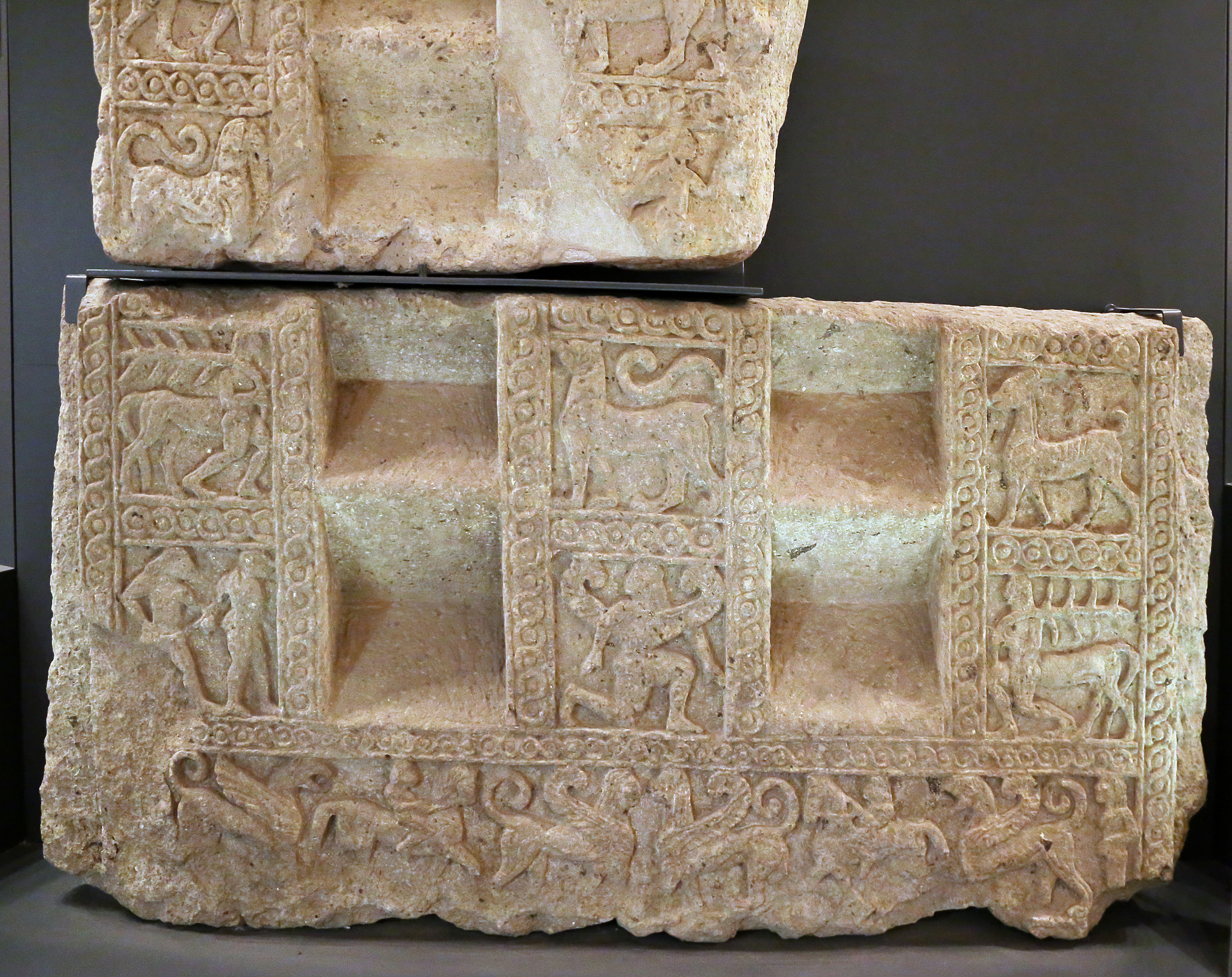
Dekorierter Block

Die Monterozzi-Nekropole ist die Hauptnekropole der antiken etruskischen Stadt Tarquinia in der italienischen Provinz Viterbo, Latium. Sie gehört seit 2004 zum UNESCO-Welterbe.

## Lage
Die Nekropole liegt mit ihren etwa 6100 bekannten Grabanlagen etwa 1 km östlich der modernen Stadt, und zwar auf dem gleichnamigen Monterozzi-Plateau südlich der antiken Stadt, die sich ebenfalls auf einem Plateau erhob. Die beiden Plateaus sind durch ein Tal getrennt, wobei die moderne Stadt auf derselben Hochebene wie die Nekropole liegt.

## Beschreibung
Bei den Grabanlagen der Monterozzi-Nekropole handelt es sich oftmals um in den Fels gehauene Grabkammern, etwa 200 von ihnen sind ausgemalt. Der Großteil der Gräber wird in das sechste bis dritte Jahrhundert v. Chr. datiert.
Der Friedhof erscheint heute als flache Ebene, doch waren die Gräber in der Antike von Tumuli gekrönt. In der Antike verliefen heute nur noch schwer nachzuverfolgende Straßen und Wege zwischen den Tumuli. Es gibt etwas 70 dekorierte Blöcke aus der Nekropole, die ans Ende des siebten und an den Beginn des sechsten Jahrhunderts v. Chr. datiert werden und wahrscheinlich die Eingänge oder Fassaden der Tumuli schmückten. Ein Großteil der älteren Kammern war wahrscheinlich für Paare bestimmt, die hier vielleicht in Holzsärgen beigesetzt wurden. Wegen der starken Beraubung der Grabkammern ist wenig von den Beigaben und deren Aufstellung bekannt. Die letzten bemalten Grabkammern stammen aus dem dritten Jahrhundert v. Chr. Neben den Kammergräbern gab es Beisetzungen in Steinkisten, die meist Brandbestattungen enthielten. Es wurden auch zahlreiche Urnen gefunden, meist schwarzfigurige Gefäße, die aus lokaler Produktion stammten oder attische Importware repräsentieren. Ab dem vierten Jahrhundert v. Chr. finden sich in den Gräbern Steinsarkophage, auf deren Deckeln die Verstorbenen liegend dargestellt wurden, dazu Reliefs an den Sarkophagseiten.

## Liste dekorierter Gräber
- - Tomba 300 = Tomba del Teschio („Grab des Schädels“) – 5. Jahrhundert v. Chr., schlecht erhalten
  - Tomba 494 = Tomba del Topolino („Grab des Mäuschens“) – 6. Jahrhundert v. Chr.
  - Tomba 578 = Tomba della Scrofa nera („Grab der schwarzen Sau“) – 5. Jahrhundert v. Chr.
  - Tomba 808
  - Tomba 809
  - Tomba 905 = Tomba Bartoccini
  - Tomba 939
  - Tomba 994
  - Tomba 1072 = Tomba Giglioli
  - Tomba 1200
  - Tomba 1560
  - Tomba 1590 = Tomba della Caccia al Cervo („Grab der Hirschjagd“) – 5. Jahrhundert v. Chr.
  - Tomba 1701 = Tomba della Fustigazione
  - Tomba 1822
  - Tomba 1825 = Tomba del Gorgoneion
  - Tomba 1999 – 510 bis 500 v. Chr.
  - Tomba 2002 = Tomba del Frontoncino
  - Tomba 2015 – 5. Jahrhundert v. Chr., schlecht erhalten
  - Tomba 2327 = Tomba Bertazzoni – 4. Jahrhundert v. Chr., schlecht erhalten
  - Tomba 2437 = Tomba dei Giocolieri („Grab der Jongleure“)
  - Tomba 2957 = Tomba dei Pigmei
  - Tomba 2711 = Tomba dei Tritoni  („Grab der Tritonen“) – 6. Jahrhundert v. Chr., nur Giebelfelder an Kurzseiten dekoriert
  - Tomba 3098 – 6. Jahrhundert v. Chr., nur Giebelfelder an Kurzseiten dekoriert, eine Figur auf Wand, vielleicht unfertig
  - Tomba 3226 = Tomba del Gallo – 4. Jahrhundert v. Chr., Bankettszene, Musikanten
  - Tomba 3242 = Tomba Mauro Cristofani – 4. Jahrhundert v. Chr., vor allem Musikanten, schlecht erhalten
  - Tomba 3243 = Tomba del Guerriero („Grab des Kriegers“)
  - Tomba 3697 – 4. Jahrhundert v. Chr., Bankettszene, schlecht erhalten
  - Tomba 3713 = Tomba Pallottino („Pallottino Grab“), Ende des 5. Jahrhunderts v. Chr.
  - Tomba 5051 = Tomba degli Aninas („Grab der (Familie) der Aninas“) – um 500 v. Chr.
  - Tomba 5513 = Tomba Claudio Bettini („Claudio Bettini Grab“), 2007 nach einem Restaurator umbenannt – 5. Jahrhundert v. Chr., Bankettszene, schlecht erhalten
  - Tomba 5591 = Tomba Moretti („Moretti Grab“) – 5. Jahrhundert v. Chr.
  - Tomba 5636 = Tomba dei due tetti („Grab der zwei Dächer“) – 3. Jahrhundert v. Chr., Unterweltsszenen
  - Tomba degli Alsina – 2. Jahrhundert; 1873 entdeckt
  - Tomba delle Antilope („Grab der Antilope“)
  - Tomba degli Auguri („Grab der Auguren“)
  - Tomba dei Baccanti („Grab der Bacchanten“)
  - Tomba del Barone („Grab des Barons“) – 6. Jahrhundert v. Chr., gut erhalten
  - Tomba del Biclinio („Grab des Bicliniums“)  – 5. Jahrhundert v. Chr., im 18. Jahrhundert gefunden, heute vollkommen verloren
  - Tomba delle Bighe („Grab der Zweigespanne“)
  - Tomba Bruschi („Bruschi-Grab“) – 4. bis 3. Jahrhundert v. Chr., Szenen aus dem Amtsleben des Toten
  - Tomba della Caccia e Pesca („Grab der Jagd und Fischerei“)
  - Tomba del Cacciatore („Grab des Jägers“)
  - Tomba Cardarelli („Cardarelli-Grab“) – 4. Jahrhundert v. Chr.,
  - Tomba dei Caronti („Grab der Charune“)
  - Tomba Ceisinie („Ceisinie Grab“)
  - Tomba del Citaredo („Grab des Kitharaspielers“)
  - Tomba del Convegno („Grab der Begegnung“) – 3. Jahrhundert v. Chr. Eine der letzten ausgemalten Grabkammern.
  - Tomba dei Demoni Azzurri („Grab der blauen Dämonen“) – 5. Jahrhundert v. Chr.
  - Tomba del Fiore di Loto („Grab der Lotusblüte“)
  - Tomba Francesca Giustiniani („Francesca-Giustiniani-Grab“)
  - Tomba Franco Adamo, 2022 gefunden. 5. Jahrhundert v. Chr.
  - Tomba delle Iscrizioni („Grab der Inschriften“)
  - Tomba delle Leonesse („Grab der Löwinnen“)
  - Tomba dei Leopardi („Grab der Leoparden“)
  - Tomba del Letto Funebre („Grab der Totenbettes“) – 5. Jahrhundert v. Chr.
  - Tomba del Morente („Grab des Sterbens“) – um 500 v. Chr.
  - Tomba del Morto („Grab des Toten“) – um 510 v. Chr.
  - Tomba della Nave („Grab des Schiffes“)
  - Tomba della Fustigazione („Grab der Züchtigung“)
  - Tomba delle Olimpiadi („Grab der Olympischen Spiele“)
  - Tomba dell’Orco („Grab der Unterwelt“)
  - Tomba della Porta di Bronzo („Grab der Bronzetür“) – um 500 v. Chr.
  - Tomba della Pulcella („Grab des Mädchens“) – 5. Jahrhundert v. Chr.
  - Tomba delle Sculture („Grab der Skulpturen“) – 4. Jahrhundert v. Chr., an der Rückwand befindet sich ein Relief
  - Tomba Tarantola – um 520 v. Chr.
  - Tomba del Tifone („Grab des Typhon“)
  - Tomba dei Tori („Grab der Stiere“)
  - Tomba del Triclinio („Grab mit dem Triklinium“)
  - Tomba dei Vasi Dipinti („Grab der gemalten Vasen“) – um 500 v. Chr.

## Galerie

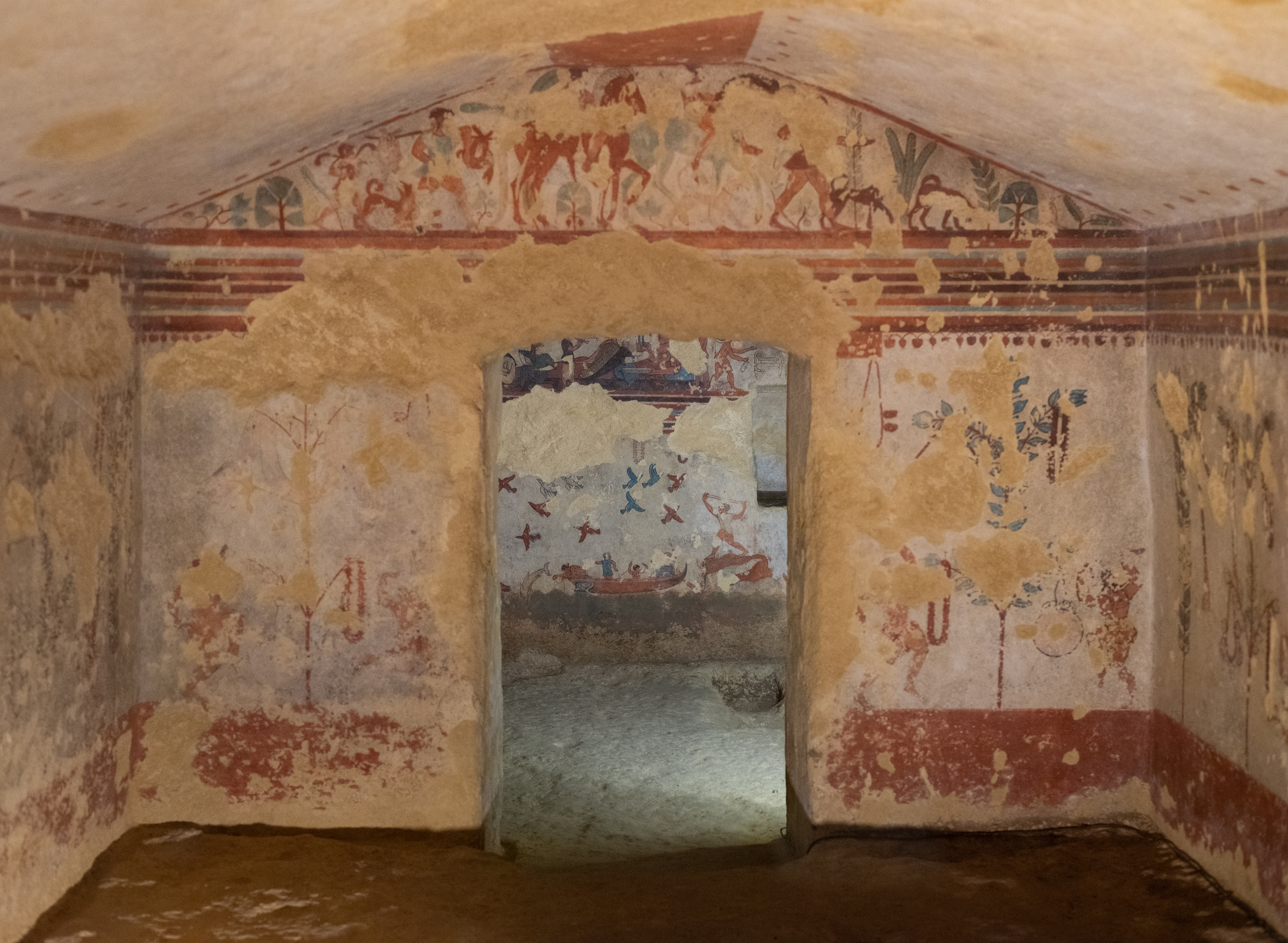
Grab der Jagd und Fischerei
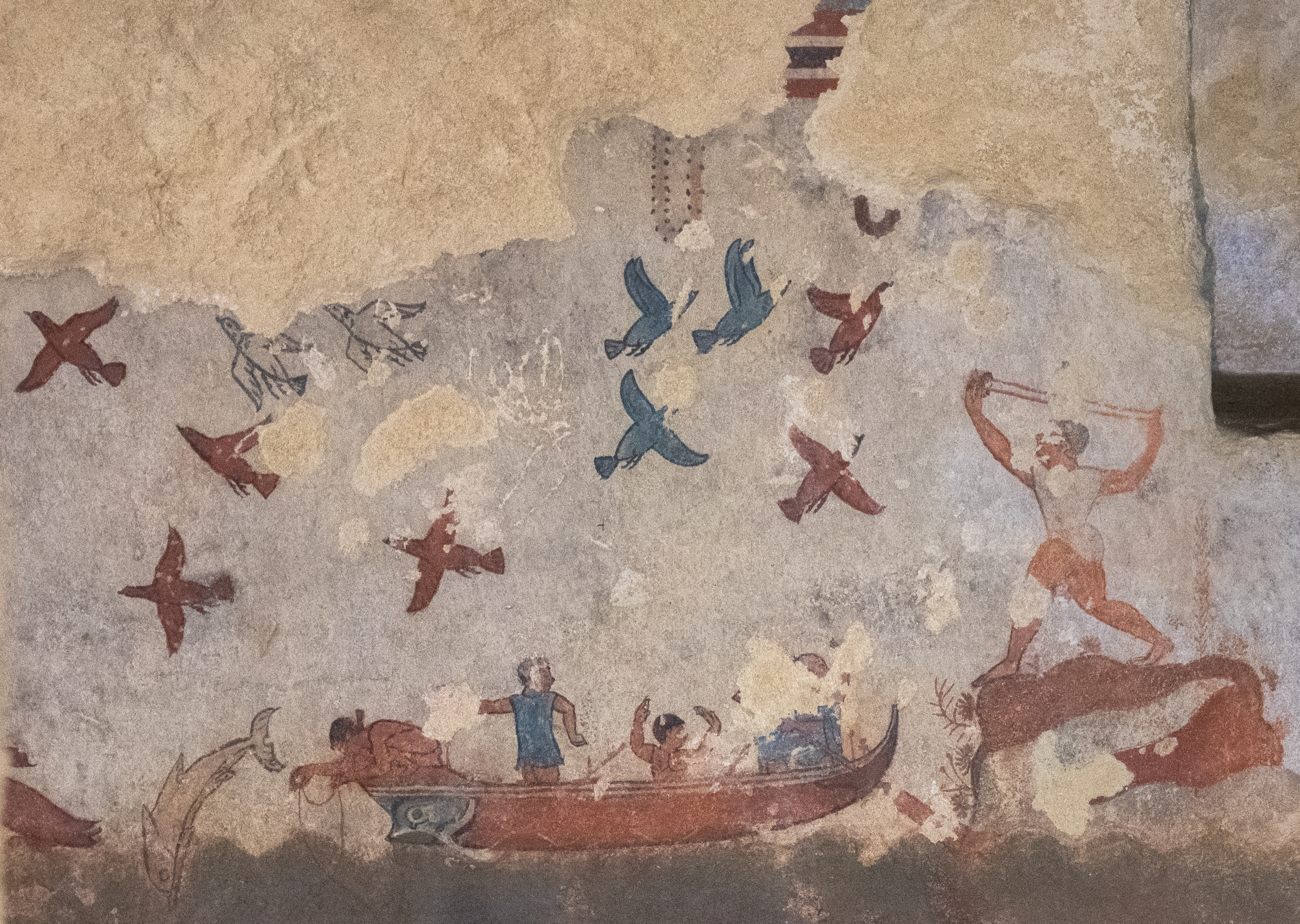
Grab der Jagd und Fischerei
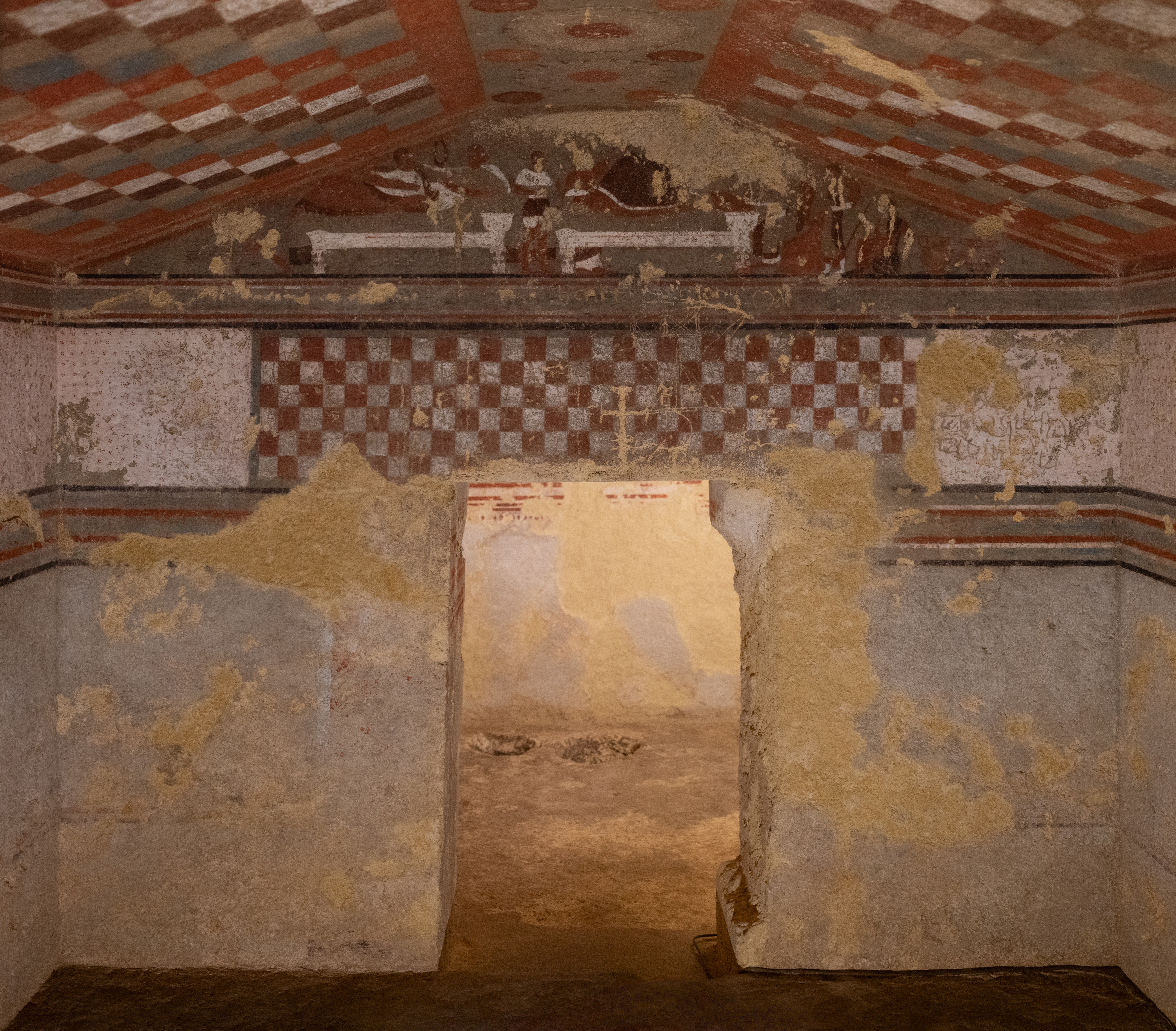
Bartoccini Grab
Grab der Leoparden
Grab der Hirschjagd
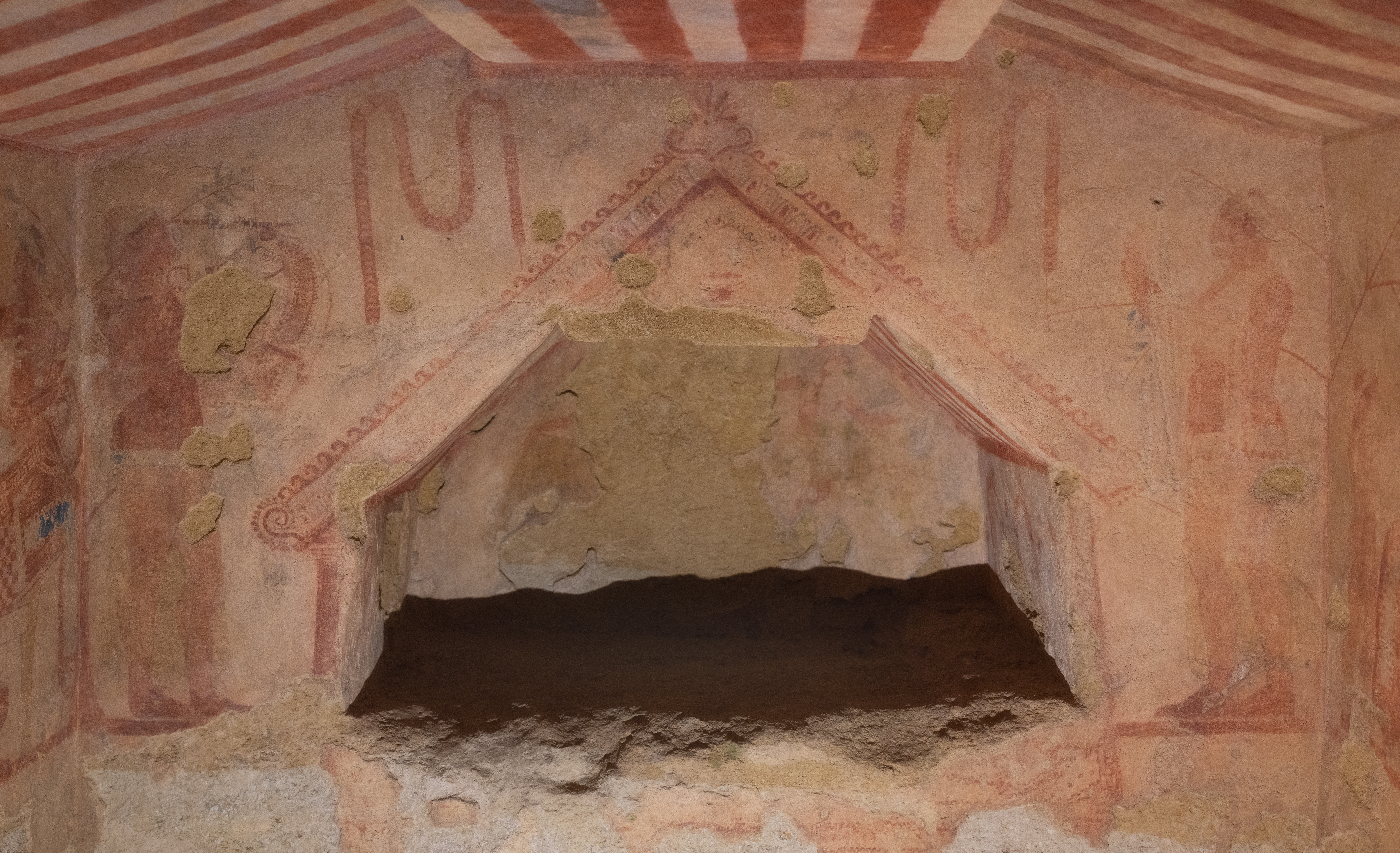
Grab des Mädchens
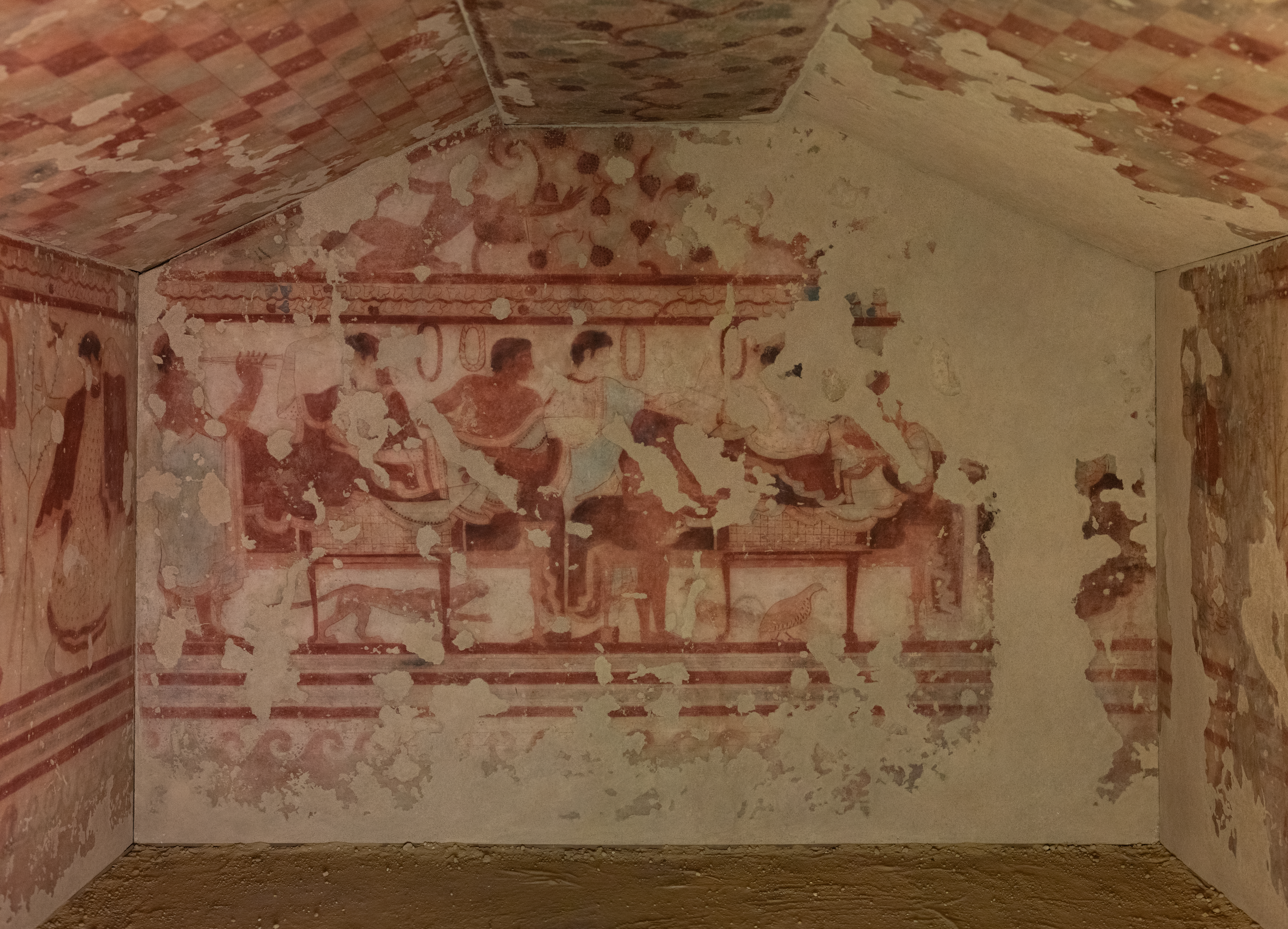
Grab mit dem Triklinium
Claudio Bettini Grab
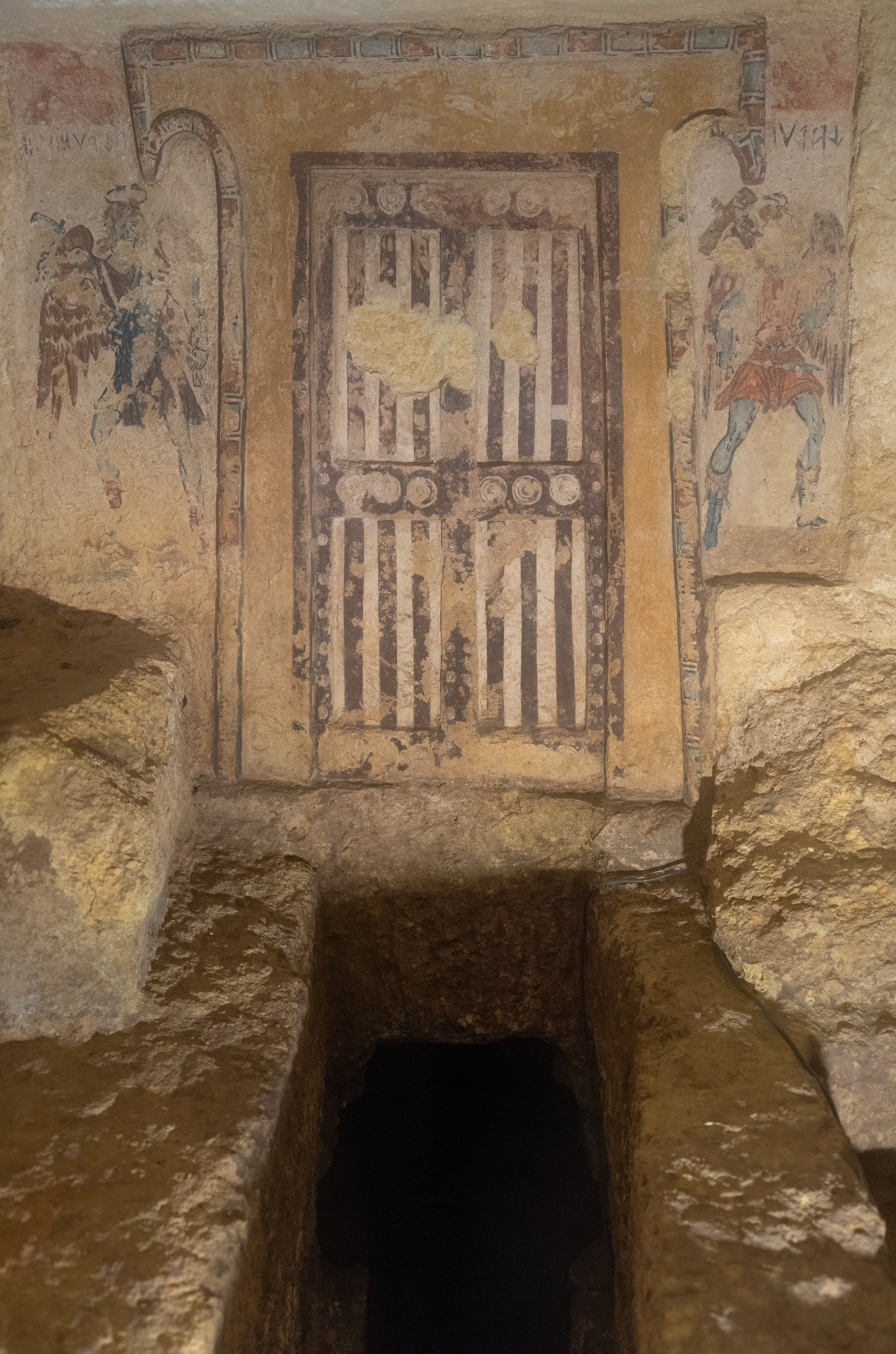
Grab der Charune